# Christoph Riegler
Christoph Riegler (* 30. März 1992 in Ybbs an der Donau) ist ein österreichischer Fußballtorwart.

## Karriere

### Karrierebeginn beim ASK Ybbs
Riegler begann seine aktive Karriere als Fußballtorwart im Alter von acht Jahren im Mai 2000 beim damals bereits finanziell angeschlagenen ASK Ybbs aus der niederösterreichischen Stadtgemeinde Ybbs an der Donau. Beim heute noch immer im unterklassigen Fußball agierenden Klub durchging der junge Torwart die verschiedensten Jugendspielklassen, ehe er im Jahre 2006 ein Angebot des SK Rapid Wien erhielt, der ihn zu sich in den Vereinsnachwuchs holen wollte. Bei den Wienern genoss Riegler allerdings nur eine kurze, wenn auch lehrreiche Ausbildung und kam bereits mit Ende März 2007, exakt an seinem 15. Geburtstag, wieder nach Niederösterreich zurück.
Dort wurde er sogleich in die AKA St. Pölten aufgenommen, in der er fortan für die verschiedenen Akademiemannschaften zum Einsatz kam. Obgleich seines Talentes kam Riegler in der Saison 2008/09 nicht für die U-19-Mannschaft in der von Toto gesponserten U-19-Jugendliga zum Einsatz, die im weiteren Saisonverlauf mit einem passablen Vorsprung auf ihre Verfolger den Meistertitel holte. Weiters gehörte er in dieser Spielzeit auch dem Kader des sehr erfolgreichen U-18-Jugendteams an, das in einer kleinen niederösterreichischen Nachwuchsliga zum Einsatz kam. Ohne einen Einsatz des ehemaligen Rapid-Nachwuchsspielers erreichte die klar dominierende St. Pöltner Mannschaft den Meistertitel in dieser Liga und das mit einer Tordifferenz von +112 und 18 Siegen und einem Remis aus 20 absolvierten Partie. Derweil spielte Riegler vorwiegend im U-17-Akademieteam mit Spielbetrieb in der Toto-U-17-Jugendliga und agierte dort großteils als Stammtorhüter. Mit der Mannschaft erreichte er in der Saison 2008/09 den Vizemeistertitel hinter dem U-17-Team aus Linz.
Ebenfalls in derselben Saison absolvierte Riegler zwei Spiele für die zweite U-17-Akademiemannschaft mit Spielbetrieb in einer niederösterreichischen U-17-Nachwuchsliga und saß in einigen weiteren Partien einsatzlos auf der Ersatzbank. Zum Saisonabschluss holte sich die von Saisonbeginn an dominierende Mannschaft mit einer Tordifferenz von +145 und 24 Siegen sowie einem Remis aus 26 Spielen den Meistertitel. In seinem Abschlussjahr an der Akademie kam Riegler vorwiegend in der Toto-U-19-Jugendliga zum Einsatz und erreichte mit dem Team einen vierten Platz im Endklassement. Daneben sicherte sich der zu diesem Zeitpunkt bereits 18-Jährige mit der U-18-Akademiemannschaft in der kleinen niederösterreichischen U-18-Nachwuchsliga zum wiederholten Male den Meistertitel. Riegler brachte es dabei auf sieben Meisterschaftseinsätze, in weiteren Partien saß er auf der Bank.

### Landesliga- und Profidebüt
Nach einer durchaus erfolgreichen Zeit in der Akademie der niederösterreichischen Landeshauptstadt schaffte der junge Torwart vor der Spielzeit 2010/11 den Sprung in den Herrenfußball, wo er vom SKN St. Pölten zuerst in deren zweite Mannschaft mit Spielbetrieb in der 1. Niederösterreichischen Landesliga aufgenommen wurde und es dann auch in den Profikader schaffte. Bis zu seinem eigentlichen Ligadebüt im Herrenfußball dauerte es schließlich bis August 2010. Nachdem er bereits in einigen Freundschaftsspielen zum Einsatz gekommen war, gab Riegler am 21. August 2010 sein Herrendebüt, als er für das Landesligateam bei einer 1:2-Heimniederlage gegen den ASK Bad Vöslau über die volle Spieldauer das Tor der St. Pöltner hütete.
Nicht einmal zwei Monate nach seinem Debüt im Herrenfußball gab Riegler bereits sein Debüt im Profifußball, als er am 15. Oktober 2010 beim 1:0-Erfolg über den SC Austria Lustenau über die vollen 90 Minuten im Tor seiner Mannschaft stand und dabei den verletzten Stammtorhüter Thomas „Tommy“ Vollnhofer ersetzte. Gleich bei seinem zweiten Profieinsatz am darauffolgenden Spieltag gab Riegler beim 4:3-Auswärtssieg über die Vienna per weitem Abschlag eine Torlage für Florian Zellhofers 1:0-Führungstreffer in der 17. Spielminute. Mitte Mai 2019 verlängerte er seinen Vertrag bis zum Sommer 2022.
2016 konnte er mit dem SKN St. Pölten in die Bundesliga aufsteigen. In fünf Spielzeiten in der Bundesliga, in denen er zumeist als Einsertormann gesetzt war (ab 2018/19 war er zudem Kapitän), kam er zu 145 Einsätzen in der höchsten Spielklasse. Am Ende der Saison 2020/21 stieg er allerdings mit dem SKN wieder in die 2. Liga ab. Nach internen Problemen spielte er in der 2. Liga allerdings keine Rolle mehr und war nur noch vierter Tormann und stand so bis zur Winterpause 2021/22 gar nie mehr im Spieltagskader. Daraufhin verließ er den SKN nach elfeinhalb Jahren im Jänner 2022 und wechselte zum Bundesligisten SCR Altach, bei dem er einen bis Juni 2022 laufenden Vertrag erhielt. Noch vor Beginn der Rückrunde verletzte sich Riegler jedoch schwer an der Schulter und fiel bis Saisonende aus. Sein Vertrag wurde nicht verlängert und so verließ er Altach ohne Einsatz nach der Saison 2021/22 wieder.

### Im Amateurfußball
Nach einem halben Jahr ohne Klub wechselte Riegler dann im Jänner 2023 zum Regionalligisten Kremser SC.

## Erfolge
AKA St. Pölten
- 1× Vizemeister mit der U-17 (Toto-Liga): 2008/09
- 1× Meister mit der U-17 (NÖ-Nachwuchsliga): 2008/09
- 1× Meister mit der U-18 (NÖ-Nachwuchsliga): 2009/10